# Ralf Beil

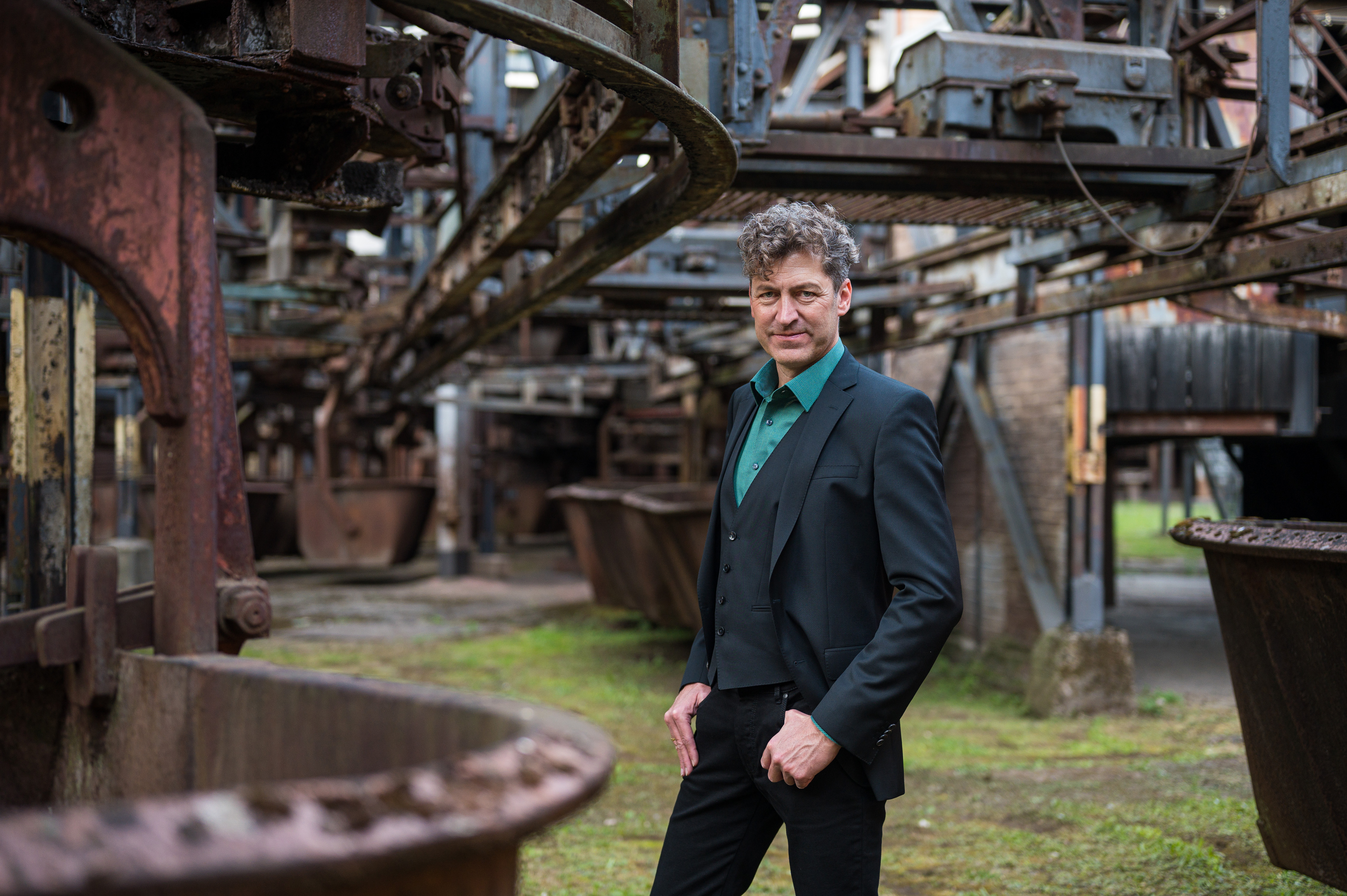
Ralf Beil (2021)

Ralf Beil (* 17. November 1965 in Kobe, Japan) ist ein deutscher Kunsthistoriker, Kurator und Kunstkritiker. Er ist Generaldirektor des Weltkulturerbes Völklinger Hütte.

## Leben
Ralf Beil studierte Kunstgeschichte, Germanistik und Philosophie in Freiburg im Breisgau. Er erwarb seine Maîtrise d’histoire del’art et d’archéologie an der Universität Paris IV und promovierte an der Gesamthochschule Essen zum Thema „Lebensmittel als Kunstmaterial. Nahrung für Kopf und Bauch“.
Von 1990 bis 1998 betätigte er sich als freier Ausstellungskurator und Kunstkritiker für Artefactum, Neue Zürcher Zeitung, Kunst-Bulletin, Kunstforum International. 1999 bis 2003 war er Ausstellungskurator und Konservator der Gemälde- und Skulpturensammlung am Kunstmuseum Bern, 2004/2005 Konservator und Ausstellungskurator für das 20. und 21. Jahrhundert am Musée cantonal des Beaux-Arts Lausanne. 2006 bis 2015 war er Direktor des Instituts Mathildenhöhe Darmstadt. 2015 wurde er Direktor des Kunstmuseums Wolfsburg, wurde am 14. Dezember 2018 freigestellt, wobei sein Vertrag bis Juni 2019 lief. Seit 1. Mai 2020 ist Beil Generaldirektor des Weltkulturerbes Völklinger Hütte.

## Gremien
Ralf Beil ist als Angehöriger der Hochschule von 2015 bis 2022 als Mitglied des Hochschulrates der Hochschule für Bildende Künste Braunschweig bestellt.

## Auszeichnungen
Ralf Beil und Peter Kraut erhielten 2012 für das Projekt und als Herausgeber des Ausstellungskataloges A House full of Music. Strategien in Musik und Kunst den Justus Bier Preis, mit dem fachlich und sprachlich herausragende Publikationen in Zusammenhang mit Ausstellungsprojekten aus dem deutschsprachigen Raum ausgezeichnet werden.

## Ausstellungen und Publikationen (Auswahl)
2023
- Der Deutsche Film. 1895 bis Heute.
- Heiner Goebbels. 862 – Eine Orakelmaschine.
- Rémy Markowitsch. We All (Except the Others)
- Bewegung. Macht. Geschichte
- Jens Harder. The Story of Planet A. 14 Milliarden Jahre Erdgeschichte im Comic

2022
- Julian Rosefeldt. When we are gone
- The World of Music Video

2021
- 1986. Zurück in die Gegenwart. Fotografien von Michael Kerstgens

2020
- Mon Trésor. Europas Schatz im Saarland

2018
- Robert Lebeck. 1968

2017
- Hans Op de Beeck. Out of the Ordinary
- Never Ending Stories. Der Loop in Kunst, Film, Architektur, Musik, Literatur und Kulturgeschichte

2016
- Wolfsburg Unlimited. Eine Stadt als Weltlabor
- Im Käfig der Freiheit
- This was Tomorrow. Pop Art in Great Britain

2015
- Dark Mirror. Lateinamerikanische Kunst seit 1968

2014
- Martin Kasper. Echokammer
- Der Stachel des Skorpions. Ein Cadavre Exquis nach Luis Bunuels L'Âge d'or

2013
- La Broyeuse de chocolat. Kunsthalle Marcel Duchamp at Mathildenhöhe Darmstadt
- Georg Büchner. Revolutionär mit Feder und Skalpell

2012
- A House Full of Music. Strategien in Musik und Kunst

2011
- Serious Games. Krieg – Medien – Kunst
- Glanz einer Epoche. Jugendstilschmuck aus Europa
- Ernst Ludwig Kirchner als Architekt
- Marcel van Eeden. The Darkest Museum in the World

2010
- Joseph Maria Olbrich 1867–1908. Architekt und Gestalter der frühen Moderne
- Gesamtkunstwerk Expressionismus. Kunst, Film, Literatur, Theater, Tanz und Architektur 1905–1925

2009
- Masken. Metamorphosen des Gesichts von Rodin bis Picasso
- Nedko Solakov. Emotions (without masks)

2008
- Andreas Gursky. Architektur
- Heribert C. Ottersbach. Erziehung zur Abstraktion. Die Architekturbilder
- Russland 1900. Kunst und Kultur im Reich des letzten Zaren

2007
- Janet Cardiff & George Bures Miller. The Killing Machine und andere Geschichten

2006
- Mathilda is calling. Erinnerung als Zukunft
- Christian Boltanski. Zeit

2005
- Bernard Voita. Trax
- Didier Rittener. Eccentric Society

2004
- Albert Oehlen. Peintures/Malerei 1980–2004. Selbstporträt mit 50millionenfacher

Geschwindigkeit
2003
- Le monde selon François Dubois

2002
- Zeitmaschine. Oder: Das Museum in Bewegung

2001
- Black Box. Der Schwarzraum in der Kunst

2000
- Ilya Kabakov. 50 Installationen
- Eiszeit. Kunst der Gegenwart aus Berner Sammlungen